# 長門城
長門城（ながとじょう/ながとのき）は、長門国にあった日本の古代山城。城跡の所在地は不明。
白村江の戦いでの敗北を契機に築かれた城で、『日本書紀』には天智天皇4年（665年）と天智天皇9年（670年）に長門国に城を築いたとする記録があるが、城名や所在場所に関する情報がないため、地元史家の間で諸説がある。

## 城跡の所在

### 茶臼山説
文政年間（1818 - 1829年）に中村徳美が「長門国志」で茶臼山（下関市前田、標高96.0m）から多賀城や大宰府で出土したものと同じような古瓦が出土したことを根拠に主張した。

### 大唐櫃山・小唐櫃山及び狩音山説
明治時代に近藤清石が、長門城が韓国人によって築かれたものであり、それを契機に韓人山（からうとやま）と名付けられたものが転訛して大唐櫃山（おおかろうとやま）・小唐櫃山（こかろうとやま）（下関市豊浦村、標高141.1m）になったと主張した。更に下関市豊浦町黒井の鬼ヶ城山に連なる山に狩音山（かりおとやま）（下関市内日上（うついかみ）・豊浦町黒井、標高577m）があるが、こちらも「からうと」からの転訛が考えられることからもう一つの城は狩音山にあるとしている。

### 火の山説
御薗生翁甫が茶臼山は響灘を俯瞰できないこと、大唐櫃山・小唐櫃山は長門国府の設置された下関市長府地区の背後にあるため防備上不合理なことから両説を否定し、長府の南方に聳え、瀬戸内海・響灘・九州を俯瞰できる火の山（下関市椋野、標高268.2m）にあると主張した。火の山は狼煙山としても使われており、戦国時代には大内氏や毛利氏の家臣が拠ったという記録もあるため、城山としての条件を備えていたことを根拠としている。

### その他の説
- 四王司山（下関市田倉・松小田、標高392.0m）説…長門国府の北側にある山。
- 龍王山（下関市内日上・吉見下、標高613.9m）説
- 鬼ヶ城山（下関市内日上・吉見上・豊浦町黒井、標高619.6m）説…何のために築かれたのかが不明な石垣が山腹にある。

長門城の跡と推測されている山のうち以下に挙げる山は開発が進められたため遺跡の存在が確認しづらくなっていることから、どの山に2つの古代山城があったのか現状では判定しかねる状況がある。
- 茶臼山・大唐櫃山・小唐櫃山…宅地開発が行われた。
- 火の山…第二次世界大戦終結までは軍事要塞として使用され、その後は山口県に本社を置く放送局の中継局や観光施設が建設された。

## 疑問点
- 茶臼山や大唐櫃山・小唐櫃山は他の古代山城のあったとされる山に比べて山の規模が小さい。
- 龍王山・鬼ヶ城山・狩音山は長門国府があった場所から離れすぎている。
- 開発の行われた山から何らかの遺物が出土したという話がない。
- 明確な遺構が見つかっていない。
- 他の高く、規模の大きい山が候補に挙がっていない（霊鷲山（りょうじゅやま・標高288m）、青山（標高288m）、勝山（標高361m）など）。